# Hjortronblom och kärleksört
Hjortronblom och kärleksört är ett musikalbum från 1978 med den svenska sångerskan Lillemor Lind.
Inspelningen gjordes i Dalfors bygdegård den 1–3 juli 1978. Musiktekniker var Nils Wålstedt och Mats Hellberg. Skivnumret är Prophone/Proprius PROP 7807.

## Låtlista

### Sida A
1. Hjortronblomma (3:51), text och musik L. Lind, arrangemang: L. Lundqvist.
2. Kolock från Svartnäs (1:10), Karl Sporr, upptecknad efter Johan Björkman.
3. Čaje Šukarija (4:53), makedonisk-romsk, efter Ezma Redžepova.
4. Hela språket (3:01), text och musik: L. Lind.
5. Visa från Kumanovo (2:01), makedonisk kärleksvisa, trad., översättning: L. Lind.
6. Maramureș (2:28), rumänsk, trad., text: L. Lind.
7. Jag blåste i min pipa (3:40), vers 1 efter Olof Tillman.
8. När jag vilar (2:50), text och musik: L. Lind.

### Sida B
1. Morgonkärlek (2:17), text och musik: L. Lind.
2. Taxeringsvisan (1:45), text och musik: L. Lind.
3. Toknackens polska (1:53), efter Johan Björkman och Lomback Jan Erik Hellberg.
4. Vaggvisa till Katarina (2:07), text och musik: L. Lind, arrangemang: Anders Rosén.
5. En midsommarafton (2:47), efter Elvina Engström, Malung.
6. Födelsedagsvisan (2:44), efter Finn Jon och Erik Jones.
7. Vingel Anders polska (1:46), efter Lo Sammil Andersson.
8. Svartnäsvals (2:07), efter Johan Björkman.
9. Get- och brudvisa från Svartnäs (1:16), efter Erik Björkman.

## Medverkande
- Erik Björkman, fiol
- Lars-Urban Helje, bas
- Mats Hellberg, handtrummor
- Ove Karlsson, cello
- Roland Keijser, sopransax, tenorsax, klarinett
- Lillemor Lind, sång och spilåpipa
- Lars Lundqvist, gitarr
- Anders Rosén, fiol med understrängar